# 上ノ堀結愛
上ノ堀 結愛（うえのほり ゆあ、2005年〈平成17年〉2月1日 - ）は、日本のファッションモデル、TikToker、YouTuber、Instagramer、グラビアアイドル。大阪府出身。アナン学園高校卒業。

## 人物
趣味はミュージカルを真似ること。
特技はフィギュアスケート。

## 出演

### テレビ
- 今日、好きになりました。第38弾 朝顔編、第41弾 蜜柑編（2021年9月13日 - 10月11日、2022年1月17日 - 2月14日、AbemaTV）[1]
- 『あざとくて何が悪いの?』ABEMAオリジナル

### イベント
- 関西コレクション 2021A/W （2021年3月5日）
- TGC teen 2022 Fukuoka（2022年5月8日）

### MV
- 手がクリームパン「幸せだったね」
- RIKA「Answer」
- PAIN「80億分の1...」

### 広告
- しまむら『上ノ堀結愛』コラボ2023冬
- ワコール『Wing Teen』2代目宣伝部員
- クラT ナビ®︎ グラフィティーズ イメジデル（2022年）

### 週刊誌
- 『週刊ヤングマガジン』13号（2024年）